# Andrés Junquera
Andrés Avelino Zapico Junquera (La Felguera, 1946. április 23. – Langreo, 2019. május 6.) spanyol labdarúgó, kapus.

## Pályafutása
1964 és 1964 között a Langreo labdarúgója volt. 1966 és 1975 között a Real Madrid kapusa volt, ahol öt bajnoki címet és három spanyol kupa-győzelmet szerzett a csapattal. 1975 és 1978 között a Real Zaragoza csapatában. 1978-ban sérülés miatt vonult vissza.

## Sikerei, díjai
Real Madrid
- Spanyol bajnokság
  - bajnok (5): 1966–67, 1967–68, 1968–69, 1971–72, 1974–75
- Spanyol kupa
  - győztes (3): 1970, 1974, 1975